# Concatedral de la Asunción de María (Senj)
La Concatedral de la Asunción de María o simplemente Concatedral de Senj (en croata: Katedrala Uznesenja Blažene Djevice Marije) es un templo católico que se encuentra en Senj, en Croacia. Una vez fue la catedral de la diócesis de Senj, ahora es la iglesia es la concatedral de la diócesis de Gospić-Senj.
La Catedral de la Asunción de María fue construida en 1169 como una basílica románica de una sola nave sobre los cimientos de un templo pagano de los siglos IV y V, cuyos restos todavía son visibles en la parte posterior del santuario a alrededor de 1,5 metros de profundidad. La fachada y el lado sur de la catedral, a mediados del siglo XVIII fue decorada con arcos románicos y nichos de ladrillo. En el mismo período la iglesia se amplió con la adición de dos pasillos laterales, altares y otras obras de arte. Durante la Segunda Guerra Mundial la catedral fue severamente dañada. El aspecto actual del edificio es el resultado de la restauración ejecutada entre 1949 y 1950.